# ABA Playoffs 1971
Gli ABA Playoffs 1971 si conclusero con la vittoria degli Utah Stars, campioni della Western Division (Playoff), che sconfissero i campioni della Eastern Division (Playoff) i Kentucky Colonels.

## Squadre qualificate

### Eastern Division
1. Virginia Squires
2. Kentucky Colonels
3. N.Y. Nets
4. The Floridians

### Western Division
1. Indiana Pacers
2. Utah Stars
3. Memphis Pros
4. Texas Chaparrals (vincitrice Tiebreaker contro i Denver Rockets)

## Tabellone
|  | Semifinali di Division | Semifinali di Division | Semifinali di Division |                   |            | Finali di Division | Finali di Division | Finali di Division |  |  | ABA Finals | ABA Finals | ABA Finals |  |
|  |                        |                        |                        |                   |            |                    |                    |                    |  |  |            |            |            |  |
|  | 1                      | Indiana Pacers *       | 4                      |                   |            |                    |                    |                    |  |  |            |            |            |  |
|  | 1                      | Indiana Pacers *       | 4                      |                   |            |                    |                    |                    |  |  |            |            |            |  |
|  | 3                      | Memphis Pros           | 0                      |                   |            |                    |                    |                    |  |  |            |            |            |  |
|  | 3                      | Memphis Pros           | 0                      |                   | 1          | Indiana Pacers *   | 3                  |                    |  |  |            |            |            |  |
|  |                        |                        |                        |                   | 1          | Indiana Pacers *   | 3                  |                    |  |  |            |            |            |  |
|  |                        |                        | 2                      | Utah Stars        | 4          |                    |                    |                    |  |  |            |            |            |  |
|  | 4                      | Texas Chaparrals       | 2                      | Utah Stars        | 4          | 0                  |                    |                    |  |  |            |            |            |  |
|  | 4                      | Texas Chaparrals       |                        |                   |            |                    |                    |                    |  |  |            |            |            |  |
|  | 2                      | Utah Stars             | 4                      |                   |            |                    |                    |                    |  |  |            |            |            |  |
|  | 2                      | Utah Stars             | 4                      |                   | Utah Stars | Utah Stars         | 4                  |                    |  |  |            |            |            |  |
|  |                        |                        |                        |                   |            |                    |                    |                    |  |  |            |            |            |  |
|  |                        |                        | Kentucky Colonels      | Kentucky Colonels | 3          |                    |                    |                    |  |  |            |            |            |  |
|  | 1                      | Virginia Squires *     | Kentucky Colonels      | Kentucky Colonels | 3          | 4                  |                    |                    |  |  |            |            |            |  |
|  | 1                      | Virginia Squires *     |                        |                   |            |                    |                    |                    |  |  |            |            |            |  |
|  | 3                      | N.Y. Nets              | 2                      |                   |            |                    |                    |                    |  |  |            |            |            |  |
|  | 3                      | N.Y. Nets              | 2                      |                   | 1          | Virginia Squires * | 2                  |                    |  |  |            |            |            |  |
|  |                        |                        |                        |                   | 1          | Virginia Squires * | 2                  |                    |  |  |            |            |            |  |
|  |                        |                        | 2                      | Kentucky Colonels | 4          |                    |                    |                    |  |  |            |            |            |  |
|  | 4                      | The Floridians         | 2                      | Kentucky Colonels | 4          | 2                  |                    |                    |  |  |            |            |            |  |
|  | 4                      | The Floridians         |                        |                   |            |                    |                    |                    |  |  |            |            |            |  |
|  | 2                      | Kentucky Colonels      | 4                      |                   |            |                    |                    |                    |  |  |            |            |            |  |

Legenda
- * Vincitore Division
- "Grassetto" Vincitore serie
- "Corsivo" Squadra con fattore campo

## Eastern Division

### Semifinali

#### (1) Virginia Squires - (3) New York Nets
RISULTATO FINALE: 4-2
| Hampton 2 aprile 1971 Gara 1 | Virginia Squires | 113 – 105 (17-26, 36-28, 28-24, 32-27) referto | N.Y. Nets | Hampton Coliseum (6.149 spett.) |
| Barrett 22 Punti 32 Barry    |                  |                                                |           |                                 |
|                              |                  |                                                |           |                                 |
| Barrett 22                   | Punti            | 32 Barry                                       |           |                                 |

| Hampton 4 aprile 1971 Gara 2 | Virginia Squires | 114 – 108 (31-33, 35-28, 27-28, 21-19) referto | N.Y. Nets | Hampton Coliseum (7.143 spett.) |
| Scott 29 Punti 32 Barry      |                  |                                                |           |                                 |
|                              |                  |                                                |           |                                 |
| Scott 29                     | Punti            | 32 Barry                                       |           |                                 |

| West Hempstead 6 aprile 1971 Gara 3 | N.Y. Nets | 135 – 131 (23-35, 45-33, 29-31, 38-32) referto | Virginia Squires | Island Garden (3.504 spett.) |
| R. Barry 43 Punti 27 M. Barrett     |           |                                                |                  |                              |
|                                     |           |                                                |                  |                              |
| R. Barry 43                         | Punti     | 27 M. Barrett                                  |                  |                              |

| Hempstead 7 aprile 1971 Gara 4 | N.Y. Nets | 130 – 127 (34-36, 30-37, 35-18, 31-36) referto | Virginia Squires | Hofstra Physical Fitness Center (4.134 spett.) |
| Melchionni 35 Punti 35 Carter  |           |                                                |                  |                                                |
|                                |           |                                                |                  |                                                |
| Melchionni 35                  | Punti     | 35 Carter                                      |                  |                                                |

| Richmond 9 aprile 1971 Gara 5 | Virginia Squires | 127 – 124 (30-30, 36-32, 34-36, 27-26) referto | N.Y. Nets | Richmond Arena (4.250 spett.) |
| Barrett 30 Punti 36 Barry     |                  |                                                |           |                               |
|                               |                  |                                                |           |                               |
| Barrett 30                    | Punti            | 36 Barry                                       |           |                               |

| New York 10 aprile 1971 Gara 6 | N.Y. Nets | 114 – 118 (35-34, 27-30, 27-24, 25-30) referto | Virginia Squires | Felt Forum (3.016 spett.) |
| Barry 45 Punti 38 Scott        |           |                                                |                  |                           |
|                                |           |                                                |                  |                           |
| Barry 45                       | Punti     | 38 Scott                                       |                  |                           |

PRECEDENTI IN REGULAR SEASON
| Regular Season 1970-71 | Virginia Squires | 6 – 5 | N.Y. Nets | Referto 1 - Referto 2 - Referto 3 - Referto 4, Referto 5 - Referto 6, Referto 7 - Referto 8 - Referto 9 - Referto 10 - Referto 11 |
| New York Nets 88 New York Nets 121 New York Nets 116 Virginia Squires 127 New York Nets 123 New York Nets 107 Virginia Squires 112 Virginia Squires 120 New York Nets 123 Virginia Squires 120 Virginia Squires 135 Punti 103 Virginia Squires 109 Virginia Squires 120 Virginia Squires 100 New York Nets 124 Virginia Squires 117 Virginia Squires (1 t.s.) 115 New York Nets 128 New York Nets 121 Virginia Squires 132 New York Nets 125 New York Nets |                  | |           | |
| |                  | |           | |
| New York Nets 88 New York Nets 121 New York Nets 116 Virginia Squires 127 New York Nets 123 New York Nets 107 Virginia Squires 112 Virginia Squires 120 New York Nets 123 Virginia Squires 120 Virginia Squires 135 | Punti            | 103 Virginia Squires 109 Virginia Squires 120 Virginia Squires 100 New York Nets 124 Virginia Squires 117 Virginia Squires (1 t.s.) 115 New York Nets 128 New York Nets 121 Virginia Squires 132 New York Nets 125 New York Nets |           | |

PRECEDENTI NEI PLAYOFF

Si è trattato della prima sfida tra le due squadre ai playoff.

#### (2) Kentucky Colonels - (4) The Floridians
RISULTATO FINALE: 4-2
| Louisville 2 aprile 1971 Gara 1 | Kentucky Colonels | 116 – 112 (25-28, 33-24, 25-32, 33-28) referto | The Floridians | Freedom Hall (3.182 spett.) |
| Issel 26 Punti 25 Jones         |                   |                                                |                |                             |
|                                 |                   |                                                |                |                             |
| Issel 26                        | Punti             | 25 Jones                                       |                |                             |

| Louisville 4 aprile 1971 Gara 2 | Kentucky Colonels | 120 – 110 (33-31, 28-24, 29-23, 30-32) referto | The Floridians | Freedom Hall (3.881 spett.) |
| Dampier 28 Punti 35 Calvin      |                   |                                                |                |                             |
|                                 |                   |                                                |                |                             |
| Dampier 28                      | Punti             | 35 Calvin                                      |                |                             |

| Miami 6 aprile 1971 Gara 3 | The Floridians | 120 – 102 (33-26, 31-26, 30-24, 26-26) referto | Kentucky Colonels | Miami-Dade Junior College North (4.126 spett.) |
| Calvin 24 Punti 21 Hunter  |                |                                                |                   |                                                |
|                            |                |                                                |                   |                                                |
| Calvin 24                  | Punti          | 21 Hunter                                      |                   |                                                |

| Miami 8 aprile 1971 Gara 4 | The Floridians | 129 – 117 (31-28, 30-22, 38-36, 30-31) referto | Kentucky Colonels | Miami-Dade Junior College North (4.268 spett.) |
| Calvin 34 Punti 31 Powell  |                |                                                |                   |                                                |
|                            |                |                                                |                   |                                                |
| Calvin 34                  | Punti          | 31 Powell                                      |                   |                                                |

| Louisville 10 aprile 1971 Gara 5 | Kentucky Colonels | 118 – 101 (32-27, 17-17, 33-31, 36-26) referto | The Floridians | Freedom Hall (4.996 spett.) |
| Carrier 31 Punti 29 Calvin       |                   |                                                |                |                             |
|                                  |                   |                                                |                |                             |
| Carrier 31                       | Punti             | 29 Calvin                                      |                |                             |

| Miami 12 aprile 1971 Gara 6                                          | The Floridians | 103 – 112 (22-28, 31-29, 20-33, 30-22) referto | Kentucky Colonels | Miami-Dade Junior College North (4.478 spett.) |
| Calvin , Davis , Tucker 18 Punti 27 Issel Harge 19 Rimbalzi 20 Ligon |                |                                                |                   |                                                |
|                                                                      |                |                                                |                   |                                                |
| Calvin, Davis, Tucker 18                                             | Punti          | 27 Issel                                       |                   |                                                |
| Harge 19                                                             | Rimbalzi       | 20 Ligon                                       |                   |                                                |

PRECEDENTI IN REGULAR SEASON
| Regular Season 1970-71 | Kentucky Colonels | 7 – 3 | The Floridians | Referto 1 - Referto 2 - Referto 3 - Referto 4, Referto 5 - Referto 6, Referto 7 - Referto 8 - Referto 9 - Referto 10 |
| The Floridians 120 The Floridians 109 Kentucky Colonels 117 The Floridians 123 Kentucky Colonels 115 Kentucky Colonels 119 The Floridians 119 Kentucky Colonels 133 The Floridians 119 Kentucky Colonels 118 Punti 115 Kentucky Colonels 112 Kentucky Colonels 122 The Floridians 126 Kentucky Colonels 112 The Floridians 125 The Floridians 124 Kentucky Colonels 117 The Floridians 128 Kentucky Colonels 113 The Floridians |                   | |                | |
| |                   | |                | |
| The Floridians 120 The Floridians 109 Kentucky Colonels 117 The Floridians 123 Kentucky Colonels 115 Kentucky Colonels 119 The Floridians 119 Kentucky Colonels 133 The Floridians 119 Kentucky Colonels 118 | Punti             | 115 Kentucky Colonels 112 Kentucky Colonels 122 The Floridians 126 Kentucky Colonels 112 The Floridians 125 The Floridians 124 Kentucky Colonels 117 The Floridians 128 Kentucky Colonels 113 The Floridians |                | |

PRECEDENTI NEI PLAYOFF
|  | Kentucky Colonels | 0 – 1 | The Floridians (1968) |  |

### Finale

#### (1) Virginia Squires - (2) Kentucky Colonels
RISULTATO FINALE: 2-4
| Richmond 15 aprile 1971 Gara 1 | Virginia Squires | 132 – 136 (23-31, 41-36, 33-39, 35-30) referto | Kentucky Colonels | Richmond Arena (4.250 spett.) |
| Scott 35 Punti 46 Issel        |                  |                                                |                   |                               |
|                                |                  |                                                |                   |                               |
| Scott 35                       | Punti            | 46 Issel                                       |                   |                               |

| Norfolk 17 aprile 1971 Gara 2 | Virginia Squires | 142 – 122 (32-32, 42-26, 37-28, 31-36) referto | Kentucky Colonels | Old Dominion University Fieldhouse (5.000 spett.) |
| Scott 28 Punti 32 Issel       |                  |                                                |                   |                                                   |
|                               |                  |                                                |                   |                                                   |
| Scott 28                      | Punti            | 32 Issel                                       |                   |                                                   |

| Louisville 19 aprile 1971 Gara 3      | Kentucky Colonels | 137 – 150 (35-34, 41-36, 30-39, 31-41) referto | Virginia Squires | Freedom Hall (4.777 spett.) |
| Issel 27 Punti 30 C. Scott , R. Scott |                   |                                                |                  |                             |
|                                       |                   |                                                |                  |                             |
| Issel 27                              | Punti             | 30 C. Scott, R. Scott                          |                  |                             |

| Louisville 21 aprile 1971 Gara 4 | Kentucky Colonels | 128 – 110 (34-35, 29-25, 35-24, 30-26) referto | Virginia Squires | Freedom Hall (5.221 spett.) |
| Issel 31 Punti 30 C. Scott       |                   |                                                |                  |                             |
|                                  |                   |                                                |                  |                             |
| Issel 31                         | Punti             | 30 C. Scott                                    |                  |                             |

| Hampton 23 aprile 1971 Gara 5 | Virginia Squires | 107 – 115 (27-28, 26-38, 27-19, 27-30) referto | Kentucky Colonels | Hampton Coliseum (10.013 spett.) |
| Moe 29 Punti 36 Issel         |                  |                                                |                   |                                  |
|                               |                  |                                                |                   |                                  |
| Moe 29                        | Punti            | 36 Issel                                       |                   |                                  |

| Louisville 24 aprile 1971 Gara 6 | Kentucky Colonels | 129 – 117 (29-28, 36-28, 26-32, 38-29) referto | Virginia Squires | Freedom Hall (12.822 spett.) |
| Issel 31 Punti 25 Moe            |                   |                                                |                  |                              |
|                                  |                   |                                                |                  |                              |
| Issel 31                         | Punti             | 25 Moe                                         |                  |                              |

PRECEDENTI IN REGULAR SEASON
| Regular Season 1970-71 | Virginia Squires | 6 – 4 | Kentucky Colonels | Referto 1 - Referto 2 - Referto 3 - Referto 4, Referto 5 - Referto 6, Referto 7 - Referto 8 - Referto 9 - Referto 10 |
| Kentucky Colonels 97 Kentucky Colonels 128 Virginia Squires 123 Virginia Squires 113 Kentucky Colonels 145 Virginia Squires 114 Kentucky Colonels 135 Virginia Squires 128 Virginia Squires 144 Kentucky Colonels 121 Punti 112 Virginia Squires 123 Virginia Squires 130 Kentucky Colonels 104 Kentucky Colonels 137 Virginia Squires 124 Kentucky Colonels 147 Virginia Squires 123 Kentucky Colonels 140 Kentucky Colonels 139 Virginia Squires |                  | |                   | |
| |                  | |                   | |
| Kentucky Colonels 97 Kentucky Colonels 128 Virginia Squires 123 Virginia Squires 113 Kentucky Colonels 145 Virginia Squires 114 Kentucky Colonels 135 Virginia Squires 128 Virginia Squires 144 Kentucky Colonels 121 | Punti            | 112 Virginia Squires 123 Virginia Squires 130 Kentucky Colonels 104 Kentucky Colonels 137 Virginia Squires 124 Kentucky Colonels 147 Virginia Squires 123 Kentucky Colonels 140 Kentucky Colonels 139 Virginia Squires |                   | |

PRECEDENTI NEI PLAYOFF

Si è trattato della prima sfida tra le due squadre ai playoff.

## Western Division

### Tiebreaker 4º posto Western Division

#### Denver Rockets - Texas Chaparrals
RISULTATO FINALE: 0-1
| Denver 1 aprile 1971 Tiebreaker                                                                    | Denver Rockets | 109 – 115 (18-30, 32-18, 29-31, 30-36) referto | Texas Chaparrals | Denver Auditorium Arena (2.594 spett.) |
| L. Cannon 18 Punti 33 D. Freeman J. Barnhill 6 Assist 6 D. Freeman J. Keye 23 Rimbalzi 16 G. Moore |                |                                                |                  |                                        |
| |                |                                                |                  |                                        |
| L. Cannon 18                                                                                       | Punti          | 33 D. Freeman                                  |                  |                                        |
| J. Barnhill 6                                                                                      | Assist         | 6 D. Freeman                                   |                  |                                        |
| J. Keye 23                                                                                         | Rimbalzi       | 16 G. Moore                                    |                  |                                        |

### Semifinali

#### (1) Indiana Pacers - (3) Memphis Pros
RISULTATO FINALE: 4-0
| Indianapolis 2 aprile 1971 Gara 1                                                     | Indiana Pacers | 114 – 98 (28-24, 27-31, 30-19, 29-24) referto | Memphis Pros | Indiana State Fair Coliseum (7.562 spett.) |
| Brown 26 Punti 24 J. Jones Keller 8 Assist 6 W. Jones Daniels 18 Rimbalzi 14 W. Jones |                |                                               |              |                                            |
|                                                                                       |                |                                               |              |                                            |
| Brown 26                                                                              | Punti          | 24 J. Jones                                   |              |                                            |
| Keller 8                                                                              | Assist         | 6 W. Jones                                    |              |                                            |
| Daniels 18                                                                            | Rimbalzi       | 14 W. Jones                                   |              |                                            |

| Indianapolis 3 aprile 1971 Gara 2                                                          | Indiana Pacers | 106 – 104 (22-25, 28-28, 25-29, 31-22) referto | Memphis Pros | Indiana State Fair Coliseum (8.701 spett.) |
| Daniels 31 Punti 31 S. Jones Keller 7 Assist 6 Govan , Ladner Daniels 25 Rimbalzi 20 Govan |                |                                                |              |                                            |
|                                                                                            |                |                                                |              |                                            |
| Daniels 31                                                                                 | Punti          | 31 S. Jones                                    |              |                                            |
| Keller 7                                                                                   | Assist         | 6 Govan, Ladner                                |              |                                            |
| Daniels 25                                                                                 | Rimbalzi       | 20 Govan                                       |              |                                            |

| Memphis 5 aprile 1971 Gara 3                                                                                          | Memphis Pros | 90 – 91 (24-21, 24-23, 26-23, 16-24) referto | Indiana Pacers | Mid-South Coliseum (4.107 spett.) |
| S. Jones 31 Punti 23 Lewis Govan , J. Jones , W. Jones 5 Assist 4 Brown , Jabali , Lewis Govan 15 Rimbalzi 19 Daniels |              |                                              |                |                                   |
| |              |                                              |                |                                   |
| S. Jones 31 | Punti        | 23 Lewis                                     |                |                                   |
| Govan, J. Jones, W. Jones 5                                                                                           | Assist       | 4 Brown, Jabali, Lewis                       |                |                                   |
| Govan 15 | Rimbalzi     | 19 Daniels                                   |                |                                   |

| Memphis 7 aprile 1971 Gara 4                                                        | Memphis Pros | 101 – 102 (d.1t.s.) (24-22, 33-21, 18-27, 15-20) (11-12) referto | Indiana Pacers | Mid-South Coliseum (3.681 spett.) |
| J. Jones 22 Punti 29 Daniels Govan 8 Assist 8 Lewis J. Jones 14 Rimbalzi 20 Daniels |              |                                                                  |                |                                   |
|                                                                                     |              |                                                                  |                |                                   |
| J. Jones 22                                                                         | Punti        | 29 Daniels                                                       |                |                                   |
| Govan 8                                                                             | Assist       | 8 Lewis                                                          |                |                                   |
| J. Jones 14                                                                         | Rimbalzi     | 20 Daniels                                                       |                |                                   |

PRECEDENTI IN REGULAR SEASON
| Regular Season 1970-71 | Indiana Pacers | 6 – 4 | Memphis Pros | Referto 1 - Referto 2 - Referto 3 - Referto 4, Referto 5 - Referto 6, Referto 7 - Referto 8 - Referto 9 - Referto 10 |
| Memphis Pros 99 Indiana Pacers 93 Indiana Pacers 100 Indiana Pacers 106 Memphis Pros 88 Memphis Pros 108 (1 t.s.) Indiana Pacers 116 Memphis Pros 99 Indiana Pacers 122 Indiana Pacers 122 Punti 113 Indiana Pacers 98 Memphis Pros 106 Memphis Pros 109 Memphis Pros 92 Indiana Pacers 102 Indiana Pacers 111 Memphis Pros 102 Indiana Pacers 98 Memphis Pros 113 Memphis Pros |                | |              | |
| |                | |              | |
| Memphis Pros 99 Indiana Pacers 93 Indiana Pacers 100 Indiana Pacers 106 Memphis Pros 88 Memphis Pros 108 (1 t.s.) Indiana Pacers 116 Memphis Pros 99 Indiana Pacers 122 Indiana Pacers 122 | Punti          | 113 Indiana Pacers 98 Memphis Pros 106 Memphis Pros 109 Memphis Pros 92 Indiana Pacers 102 Indiana Pacers 111 Memphis Pros 102 Indiana Pacers 98 Memphis Pros 113 Memphis Pros |              | |

PRECEDENTI NEI PLAYOFF

Si è trattato della prima sfida tra le due squadre ai playoff.

#### (2) Utah Stars - (4) Texas Chaparrals
RISULTATO FINALE: 4-0
| Salt Lake City 2 aprile 1971 Gara 1 | Utah Stars | 125 – 115 (30-26, 36-34, 32-33, 27-22) referto | Texas Chaparrals | Salt Palace (4.375 spett.) |
| Jackson 26 Punti 32 Freeman         |            |                                                |                  |                            |
|                                     |            |                                                |                  |                            |
| Jackson 26                          | Punti      | 32 Freeman                                     |                  |                            |

| Salt Lake City 3 aprile 1971 Gara 2 | Utah Stars | 137 – 107 (36-26, 28-28, 31-29, 42-24) referto | Texas Chaparrals | Salt Palace (6.061 spett.) |
| Combs 25 Punti 23 Freeman           |            |                                                |                  |                            |
|                                     |            |                                                |                  |                            |
| Combs 25                            | Punti      | 23 Freeman                                     |                  |                            |

| University Park 4 aprile 1971 Gara 3 | Texas Chaparrals | 101 – 113 (20-22, 29-35, 30-30, 22-26) referto | Utah Stars | Moody Coliseum (4.675 spett.) |
| Freeman 30 Punti 32 Beaty            |                  |                                                |            |                               |
|                                      |                  |                                                |            |                               |
| Freeman 30                           | Punti            | 32 Beaty                                       |            |                               |

| University Park 6 aprile 1971 Gara 4 | Texas Chaparrals | 107 – 128 (22-27, 35-27, 23-35, 27-39) referto | Utah Stars | Moody Coliseum (3.666 spett.) |
| Tart 31 Punti 23 Boone               |                  |                                                |            |                               |
|                                      |                  |                                                |            |                               |
| Tart 31                              | Punti            | 23 Boone                                       |            |                               |

PRECEDENTI IN REGULAR SEASON
| Regular Season 1970-71 | Utah Stars | 11 – 1 | Texas Chaparrals | Referto 1 - Referto 2 - Referto 3 - Referto 4, Referto 5 - Referto 6, Referto 7 - Referto 8 - Referto 9 - Referto 10 - Referto 11 - Referto 12 |
| Utah Stars 146 Utah Stars 130 Texas Chaparrals 104 Utah Stars 134 Utah Stars 114 Texas Chaparrals 125 Texas Chaparrals 123 Utah Stars 138 Texas Chaparrals 114 Texas Chaparrals 114 Texas Chaparrals 123 Utah Stars 138 Punti 127 Texas Chaparrals 115 Texas Chaparrals 123 Utah Stars 109 Texas Chaparrals 107 Texas Chaparrals 104 Utah Stars 128 Utah Stars 117 Texas Chaparrals 121 Utah Stars 126 Utah Stars 125 Utah Stars 122 Texas Chaparrals |            | |                  | |
| |            | |                  | |
| Utah Stars 146 Utah Stars 130 Texas Chaparrals 104 Utah Stars 134 Utah Stars 114 Texas Chaparrals 125 Texas Chaparrals 123 Utah Stars 138 Texas Chaparrals 114 Texas Chaparrals 114 Texas Chaparrals 123 Utah Stars 138 | Punti      | 127 Texas Chaparrals 115 Texas Chaparrals 123 Utah Stars 109 Texas Chaparrals 107 Texas Chaparrals 104 Utah Stars 128 Utah Stars 117 Texas Chaparrals 121 Utah Stars 126 Utah Stars 125 Utah Stars 122 Texas Chaparrals |                  | |

PRECEDENTI NEI PLAYOFF
|  | Utah Stars (1970) | 1 – 0 | Texas Chaparrals |  |

### Finale

#### (1) Indiana Pacers - (2) Utah Stars
RISULTATO FINALE: 3-4
| Indianapolis 12 aprile 1971 Gara 1                                                     | Indiana Pacers | 118 – 120 (38-31, 31-34, 26-30, 23-25) referto | Utah Stars | Indiana State Fair Coliseum (7.734 spett.) |
| Daniels 27 Punti 28 Jackson Brown , Lewis 7 Assist 9 Wise Daniels 15 Rimbalzi 15 Beaty |                |                                                |            |                                            |
|                                                                                        |                |                                                |            |                                            |
| Daniels 27                                                                             | Punti          | 28 Jackson                                     |            |                                            |
| Brown, Lewis 7                                                                         | Assist         | 9 Wise                                         |            |                                            |
| Daniels 15                                                                             | Rimbalzi       | 15 Beaty                                       |            |                                            |

| Indianapolis 14 aprile 1971 Gara 2                                                              | Indiana Pacers | 120 – 107 (33-40, 25-17, 33-24, 29-26) referto | Utah Stars | Indiana State Fair Coliseum (9.458 spett.) |
| Keller 31 Punti 27 Jackson Brown , Jabali , Lewis 6 Assist 5 Boone Daniels 20 Rimbalzi 12 Beaty |                |                                                |            |                                            |
|                                                                                                 |                |                                                |            |                                            |
| Keller 31                                                                                       | Punti          | 27 Jackson                                     |            |                                            |
| Brown, Jabali, Lewis 6                                                                          | Assist         | 5 Boone                                        |            |                                            |
| Daniels 20                                                                                      | Rimbalzi       | 12 Beaty                                       |            |                                            |

| Salt Lake City 17 aprile 1971 Gara 3                                           | Utah Stars | 121 – 108 (33-22, 32-28, 28-31, 28-27) referto | Indiana Pacers | Salt Palace (12.711 spett.) |
| Boone 27 Punti 23 Brown Boone 11 Assist 10 Keller Beaty 14 Rimbalzi 20 Daniels |            |                                                |                |                             |
|                                                                                |            |                                                |                |                             |
| Boone 27                                                                       | Punti      | 23 Brown                                       |                |                             |
| Boone 11                                                                       | Assist     | 10 Keller                                      |                |                             |
| Beaty 14                                                                       | Rimbalzi   | 20 Daniels                                     |                |                             |

| Salt Lake City 20 aprile 1971 Gara 4                                                     | Utah Stars | 126 – 99 (33-13, 20-23, 37-22, 36-41) referto | Indiana Pacers | Salt Palace (12.761 spett.) |
| Beaty 22 Punti 20 Keller Jackson 12 Assist 4 Jabali , Mount Beaty 13 Rimbalzi 16 Daniels |            |                                               |                |                             |
|                                                                                          |            |                                               |                |                             |
| Beaty 22                                                                                 | Punti      | 20 Keller                                     |                |                             |
| Jackson 12                                                                               | Assist     | 4 Jabali, Mount                               |                |                             |
| Beaty 13                                                                                 | Rimbalzi   | 16 Daniels                                    |                |                             |

| Arbitri: | Joey Crawford Steve Javie Eddie F. Rush |

|              |          |            |
| Netolicky 29 | Punti    | 21 Wise    |
| Keller 9     | Assist   | 8 Wise     |
| Daniels 27   | Rimbalzi | 14 Robbins |

| Salt Lake City 24 aprile 1971 Gara 6                                          | Utah Stars | 102 – 105 (20-26, 28-20, 21-30, 33-29) referto | Indiana Pacers | Salt Palace (13.208 spett.) |
| Beaty 32 Punti 28 Keller Boone 8 Assist 6 Keller Beaty 20 Rimbalzi 15 Daniels |            |                                                |                |                             |
|                                                                               |            |                                                |                |                             |
| Beaty 32                                                                      | Punti      | 28 Keller                                      |                |                             |
| Boone 8                                                                       | Assist     | 6 Keller                                       |                |                             |
| Beaty 20                                                                      | Rimbalzi   | 15 Daniels                                     |                |                             |

| Indianapolis 28 aprile 1971 Gara 7                                               | Indiana Pacers | 101 – 108 (27-27, 24-17, 23-41, 27-23) referto | Utah Stars | Indiana State Fair Coliseum (11.202 spett.) |
| Keller 33 Punti 31 Wise Brown 5 Assist 10 Jackson Daniels 17 Rimbalzi 14 Robbins |                |                                                |            |                                             |
|                                                                                  |                |                                                |            |                                             |
| Keller 33                                                                        | Punti          | 31 Wise                                        |            |                                             |
| Brown 5                                                                          | Assist         | 10 Jackson                                     |            |                                             |
| Daniels 17                                                                       | Rimbalzi       | 14 Robbins                                     |            |                                             |

PRECEDENTI IN REGULAR SEASON
| Regular Season 1970-71 | Indiana Pacers | 6 – 6 | Utah Stars | Referto 1 - Referto 2 - Referto 3 - Referto 4, Referto 5 - Referto 6, Referto 7 - Referto 8 - Referto 9 - Referto 10 - Referto 11 - Referto 12 |
| Utah Stars 124 Indiana Pacers 99 Indiana Pacers 103 Utah Stars 122 Indiana Pacers 111 Indiana Pacers 111 Utah Stars 116 Utah Stars 120 Utah Stars 112 Utah Stars 97 Indiana Pacers 106 Indiana Pacers 110 Punti 118 Indiana Pacers 102 Utah Stars 111 Utah Stars 125 Indiana Pacers (1 t.s.) 106 Utah Stars 101 Utah Stars 106 Indiana Pacers 111 Indiana Pacers 109 Indiana Pacers 98 Indiana Pacers 95 Utah Stars 106 Utah Stars |                | |            | |
| |                | |            | |
| Utah Stars 124 Indiana Pacers 99 Indiana Pacers 103 Utah Stars 122 Indiana Pacers 111 Indiana Pacers 111 Utah Stars 116 Utah Stars 120 Utah Stars 112 Utah Stars 97 Indiana Pacers 106 Indiana Pacers 110 | Punti          | 118 Indiana Pacers 102 Utah Stars 111 Utah Stars 125 Indiana Pacers (1 t.s.) 106 Utah Stars 101 Utah Stars 106 Indiana Pacers 111 Indiana Pacers 109 Indiana Pacers 98 Indiana Pacers 95 Utah Stars 106 Utah Stars |            | |

PRECEDENTI NEI PLAYOFF
|  | Indiana Pacers (1970) | 1 – 0 | Utah Stars |  |

## ABA Finals 1971

### Utah Stars - Kentucky Colonels
RISULTATO FINALE
|  | Utah Stars | 4 – 3 | Kentucky Colonels |  |

PRECEDENTI IN REGULAR SEASON
| Regular Season 1970-71 | Utah Stars | 4 – 2 | Kentucky Colonels | Referto 1 - Referto 2 - Referto 3 - Referto 4, Referto 5 - Referto 6 |
| Kentucky Colonels 111 (1 t.s.) Utah Stars 129 Utah Stars 138 Kentucky Colonels 130 Utah Stars 149 Kentucky Colonels 109 Punti 100 Utah Stars 128 Kentucky Colonels 129 Kentucky Colonels 118 Utah Stars 127 Kentucky Colonels 123 Utah Stars |            | |                   |                                                                      |
| |            | |                   |                                                                      |
| Kentucky Colonels 111 (1 t.s.) Utah Stars 129 Utah Stars 138 Kentucky Colonels 130 Utah Stars 149 Kentucky Colonels 109 | Punti      | 100 Utah Stars 128 Kentucky Colonels 129 Kentucky Colonels 118 Utah Stars 127 Kentucky Colonels 123 Utah Stars |                   |                                                                      |

PRECEDENTI NEI PLAYOFF

Si è trattato della prima sfida tra le due squadre ai playoff.

#### Roster
| \| Pos. \| Num. \| Naz. \| Nome \| Altezza \| Peso \| Data nascita \| Provenienza \| \| ---- \| ---- \| ---- \| ---------------- \| ------- \| ------ \| ------------ \| --------------------------- \| \| C \| 31 \| \| Beaty, Zelmo \| 206 cm \| 102 kg \| 25-10-1939 \| Prairie View A&M University \| \| G/AP \| 24 \| \| Boone, Ron \| 188 cm \| 91 kg \| 06-09-1946 \| Idaho State \| \| G \| 12 \| \| Butler, Mike \| 188 cm \| 77 kg \| 22-10-1946 \| Memphis \| \| G \| 40 \| \| Combs, Glen \| 188 cm \| 84 kg \| 30-10-1946 \| Virginia Tech \| \| G \| 23 \| \| Congdon, Jeff \| 185 cm \| 82 kg \| 17-10-1943 \| Brigham Young \| \| G \| 20 \| \| Freeman, Donnie \| 191 cm \| 84 kg \| 18-07-1944 \| Illinois \| \| A/C \| 35 \| \| Hightower, Wayne \| 203 cm \| 87 kg \| 14-01-1940 \| Kansas \| \| G \| 10 \| \| Jackson, Mervin \| 191 cm \| 79 kg \| 15-08-1946 \| Utah \| \| A \| 14 \| \| McDonald, Rod \| 198 cm \| 93 kg \| 09-04-1945 \| Whitworth \| \| G \| 11 \| \| Nemelka, Dick \| 183 cm \| 79 kg \| 01-10-1943 \| Brigham Young \| \| A/C \| 21 \| \| Robbins, Red \| 203 cm \| 86 kg \| 30-09-1944 \| Tennessee \| \| A \| 54 \| \| Smith, Sam \| 201 cm \| 104 kg \| 27-01-1944 \| Kentucky Wesleyan College \| \| A \| 33 \| \| Stone, George \| 201 cm \| 88 kg \| 09-02-1946 \| Marshall \| \| A \| 42 \| \| Wise, Willie \| 196 cm \| 95 kg \| 03-03-1946 \| Drake University \| \| A/C \| 22 \| \| Workman, Tom \| 201 cm \| 99 kg \| 14-11-1944 \| Seattle University \| | Allenatore - Bill Sharman Assistente/i - Larry Creger (Vice-allenatore) Legenda - (C) Capitano - (FA) Free agent - (S) Sospeso - (TW) Contratto Two-way - (GL) Assegnato a squadra G League affiliata - Infortunato Roster |                        |                  |         |        |              |                             |
| Pos. | Num. | Naz.                   | Nome             | Altezza | Peso   | Data nascita | Provenienza                 |
| C | 31 | Stati Uniti (bandiera) | Beaty, Zelmo     | 206 cm  | 102 kg | 25-10-1939   | Prairie View A&M University |
| G/AP | 24 | Stati Uniti (bandiera) | Boone, Ron       | 188 cm  | 91 kg  | 06-09-1946   | Idaho State                 |
| G | 12 | Stati Uniti (bandiera) | Butler, Mike     | 188 cm  | 77 kg  | 22-10-1946   | Memphis                     |
| G | 40 | Stati Uniti (bandiera) | Combs, Glen      | 188 cm  | 84 kg  | 30-10-1946   | Virginia Tech               |
| G | 23 | Stati Uniti (bandiera) | Congdon, Jeff    | 185 cm  | 82 kg  | 17-10-1943   | Brigham Young               |
| G | 20 | Stati Uniti (bandiera) | Freeman, Donnie  | 191 cm  | 84 kg  | 18-07-1944   | Illinois                    |
| A/C | 35 | Stati Uniti (bandiera) | Hightower, Wayne | 203 cm  | 87 kg  | 14-01-1940   | Kansas                      |
| G | 10 | Stati Uniti (bandiera) | Jackson, Mervin  | 191 cm  | 79 kg  | 15-08-1946   | Utah                        |
| A | 14 | Stati Uniti (bandiera) | McDonald, Rod    | 198 cm  | 93 kg  | 09-04-1945   | Whitworth                   |
| G | 11 | Stati Uniti (bandiera) | Nemelka, Dick    | 183 cm  | 79 kg  | 01-10-1943   | Brigham Young               |
| A/C | 21 | Stati Uniti (bandiera) | Robbins, Red     | 203 cm  | 86 kg  | 30-09-1944   | Tennessee                   |
| A | 54 | Stati Uniti (bandiera) | Smith, Sam       | 201 cm  | 104 kg | 27-01-1944   | Kentucky Wesleyan College   |
| A | 33 | Stati Uniti (bandiera) | Stone, George    | 201 cm  | 88 kg  | 09-02-1946   | Marshall                    |
| A | 42 | Stati Uniti (bandiera) | Wise, Willie     | 196 cm  | 95 kg  | 03-03-1946   | Drake University            |
| A/C | 22 | Stati Uniti (bandiera) | Workman, Tom     | 201 cm  | 99 kg  | 14-11-1944   | Seattle University          |

| \| Pos. \| Num. \| Naz. \| Nome \| Altezza \| Peso \| Data nascita \| Provenienza \| \| ---- \| ----- \| ---- \| ---------------- \| ------- \| ------ \| ------------ \| ------------------------- \| \| G \| 35 \| \| Carrier, Darel \| 191 cm \| 84 kg \| 26-10-1940 \| Western Kentucky \| \| C \| 25 \| \| Croft, Bobby \| 208 cm \| 91 kg \| 17-03-1947 \| Tennessee \| \| G \| 10 \| \| Dampier, Louie \| 183 cm \| 77 kg \| 20-11-1944 \| Kentucky \| \| G \| 32 \| \| Hagan, Tom \| 191 cm \| 84 kg \| 29-01-1947 \| Vanderbilt \| \| A \| 4 \| \| Hamilton, Dennis \| 203 cm \| 95 kg \| 08-05-1944 \| Arizona State \| \| A \| 8 \| \| Hester, Dan \| 203 cm \| 95 kg \| 08-11-1948 \| LSU \| \| A/C \| 4 \| \| Hunter, Les \| 201 cm \| 95 kg \| 16-08-1942 \| Loyola Chicago \| \| A/C \| 44 \| \| Issel, Dan \| 206 cm \| 107 kg \| 25-10-1948 \| Kentucky \| \| A/C \| 22 \| \| Ligon, Goose \| 201 cm \| 95 kg \| 22-02-1944 \| Kokomo High School \| \| A/C \| 24-9 \| \| Powell, Cincy \| 201 cm \| 100 kg \| 25-02-1942 \| Portland \| \| G/AP \| 33-54 \| \| Pratt, Mike \| 193 cm \| 88 kg \| 04-08-1948 \| Kentucky \| \| G/AP \| 2 \| \| Simon, Walter \| 198 cm \| 91 kg \| 01-12-1939 \| Benedict \| \| A \| 5-50 \| \| Smith, Sam \| 201 cm \| 104 kg \| 27-01-1944 \| Kentucky Wesleyan College \| \| A \| 42 \| \| Williams, Al \| 198 cm \| 91 kg \| 03-02-1948 \| Drake University \| \| G \| 3-45 \| \| Wright, Howie \| 191 cm \| 84 kg \| 22-02-1947 \| Austin Peay \| | Allenatore - Gene Rhodes (fino al 12 novembre) - Alex Groza (dal 12 al 15 novembre) - Frank Ramsey Assistente/i - Bill Antonini (Preparatore atletico) - Lloyd Gardner (Preparatore atletico) Legenda - (C) Capitano - (FA) Free agent - (S) Sospeso - (TW) Contratto Two-way - (GL) Assegnato a squadra G League affiliata - Infortunato Roster |                        |                  |         |        |              |                           |
| Pos. | Num. | Naz.                   | Nome             | Altezza | Peso   | Data nascita | Provenienza               |
| G | 35 | Stati Uniti (bandiera) | Carrier, Darel   | 191 cm  | 84 kg  | 26-10-1940   | Western Kentucky          |
| C | 25 | Canada (bandiera)      | Croft, Bobby     | 208 cm  | 91 kg  | 17-03-1947   | Tennessee                 |
| G | 10 | Stati Uniti (bandiera) | Dampier, Louie   | 183 cm  | 77 kg  | 20-11-1944   | Kentucky                  |
| G | 32 | Stati Uniti (bandiera) | Hagan, Tom       | 191 cm  | 84 kg  | 29-01-1947   | Vanderbilt                |
| A | 4 | Stati Uniti (bandiera) | Hamilton, Dennis | 203 cm  | 95 kg  | 08-05-1944   | Arizona State             |
| A | 8 | Stati Uniti (bandiera) | Hester, Dan      | 203 cm  | 95 kg  | 08-11-1948   | LSU                       |
| A/C | 4 | Stati Uniti (bandiera) | Hunter, Les      | 201 cm  | 95 kg  | 16-08-1942   | Loyola Chicago            |
| A/C | 44 | Stati Uniti (bandiera) | Issel, Dan       | 206 cm  | 107 kg | 25-10-1948   | Kentucky                  |
| A/C | 22 | Stati Uniti (bandiera) | Ligon, Goose     | 201 cm  | 95 kg  | 22-02-1944   | Kokomo High School        |
| A/C | 24-9 | Stati Uniti (bandiera) | Powell, Cincy    | 201 cm  | 100 kg | 25-02-1942   | Portland                  |
| G/AP | 33-54 | Stati Uniti (bandiera) | Pratt, Mike      | 193 cm  | 88 kg  | 04-08-1948   | Kentucky                  |
| G/AP | 2 | Stati Uniti (bandiera) | Simon, Walter    | 198 cm  | 91 kg  | 01-12-1939   | Benedict                  |
| A | 5-50 | Stati Uniti (bandiera) | Smith, Sam       | 201 cm  | 104 kg | 27-01-1944   | Kentucky Wesleyan College |
| A | 42 | Stati Uniti (bandiera) | Williams, Al     | 198 cm  | 91 kg  | 03-02-1948   | Drake University          |
| G | 3-45 | Stati Uniti (bandiera) | Wright, Howie    | 191 cm  | 84 kg  | 22-02-1947   | Austin Peay               |

#### Risultati
| Salt Lake City 3 maggio 1971 Gara 1 | Utah Stars | 136 – 117 (26-35, 50-25, 25-33, 35-24) referto                               | Kentucky Colonels | Salt Palace (12.051 spett.) |
| \| \| \| \| \| Beaty, Stone 26 \| Punti \| 36 Carrier \| \| Jackson 9 \| Assist \| 6 Ligon \| \| Beaty 16 \| Rimbalzi \| 11 Powell \| \| Beaty, Boone, Butler, Combs, Jackson, McDonald, Nemelka, Robbins, Smith, Stone, Wise \| Formazioni \| Carrier, Dampier, Hester, Hunter, Issel, Ligon, Powell, Pratt, Simon, Wright \| |            |                                                                              |                   |                             |
| |            |                                                                              |                   |                             |
| Beaty, Stone 26 | Punti      | 36 Carrier                                                                   |                   |                             |
| Jackson 9 | Assist     | 6 Ligon                                                                      |                   |                             |
| Beaty 16 | Rimbalzi   | 11 Powell                                                                    |                   |                             |
| Beaty, Boone, Butler, Combs, Jackson, McDonald, Nemelka, Robbins, Smith, Stone, Wise | Formazioni | Carrier, Dampier, Hester, Hunter, Issel, Ligon, Powell, Pratt, Simon, Wright |                   |                             |

| Salt Lake City 5 maggio 1971 Gara 2 | Utah Stars | 138 – 125 (37-28, 28-34, 32-29, 41-34) referto               | Kentucky Colonels | Salt Palace (13.208 spett.) |
| \| \| \| \| \| Beaty 40 \| Punti \| 40 Issel \| \| Jackson, Wise 8 \| Assist \| 6 Dampier \| \| Wise 24 \| Rimbalzi \| 11 Issel \| \| Beaty, Boone, Combs, Jackson, Robbins, Stone, Wise \| Formazioni \| Carrier, Dampier, Hunter, Issel, Ligon, Powell, Pratt, Simon \| |            |                                                              |                   |                             |
| |            |                                                              |                   |                             |
| Beaty 40 | Punti      | 40 Issel                                                     |                   |                             |
| Jackson, Wise 8 | Assist     | 6 Dampier                                                    |                   |                             |
| Wise 24 | Rimbalzi   | 11 Issel                                                     |                   |                             |
| Beaty, Boone, Combs, Jackson, Robbins, Stone, Wise | Formazioni | Carrier, Dampier, Hunter, Issel, Ligon, Powell, Pratt, Simon |                   |                             |

| Louisville 7 maggio 1971 Gara 3 | Kentucky Colonels | 116 – 110 (30-27, 25-28, 28-26, 33-29) referto             | Utah Stars | Freedom Hall (12.337 spett.) |
| \| \| \| \| \| Carrier 25 \| Punti \| 29 Wise \| \| Dampier 11 \| Assist \| 5 Wise \| \| Issel, Ligon, Powell 17 \| Rimbalzi \| 17 Wise \| \| Carrier, Dampier, Hunter, Issel, Ligon, Powell, Pratt, Simon \| Formazioni \| Beaty, Boone, Butler, Combs, Jackson, Robbins, Stone, Wise \| |                   |                                                            |            |                              |
| |                   |                                                            |            |                              |
| Carrier 25 | Punti             | 29 Wise                                                    |            |                              |
| Dampier 11 | Assist            | 5 Wise                                                     |            |                              |
| Issel, Ligon, Powell 17 | Rimbalzi          | 17 Wise                                                    |            |                              |
| Carrier, Dampier, Hunter, Issel, Ligon, Powell, Pratt, Simon | Formazioni        | Beaty, Boone, Butler, Combs, Jackson, Robbins, Stone, Wise |            |                              |

| Louisville 8 maggio 1971 Gara 4 | Kentucky Colonels | 129 – 125 (35-24, 32-30, 30-31, 22-34) referto                      | Utah Stars | Freedom Hall (9.863 spett.) |
| \| \| \| \| \| Dampier 33 \| Punti \| 34 Wise \| \| Carrier 6 \| Assist \| 8 Boone \| \| Ligon 17 \| Rimbalzi \| 17 Wise \| \| Carrier, Dampier, Hester, Hunter, Issel, Ligon, Powell, Pratt, Simon \| Formazioni \| Beaty, Boone, Butler, Combs, Jackson, Nemelka, Robbins, Stone, Wise \| |                   |                                                                     |            |                             |
| |                   |                                                                     |            |                             |
| Dampier 33 | Punti             | 34 Wise                                                             |            |                             |
| Carrier 6 | Assist            | 8 Boone                                                             |            |                             |
| Ligon 17 | Rimbalzi          | 17 Wise                                                             |            |                             |
| Carrier, Dampier, Hester, Hunter, Issel, Ligon, Powell, Pratt, Simon | Formazioni        | Beaty, Boone, Butler, Combs, Jackson, Nemelka, Robbins, Stone, Wise |            |                             |

| Salt Lake City 12 maggio 1971 Gara 5 | Utah Stars | 137 – 127 (34-25, 41-31, 29-32, 33-39) referto               | Kentucky Colonels | Salt Palace (13.250 spett.) |
| \| \| \| \| \| Beaty 32 \| Punti \| 33 Issel \| \| Combs 8 \| Assist \| 11 Dampier \| \| Beaty 22 \| Rimbalzi \| 16 Issel, Powell \| \| Beaty, Boone, Combs, Jackson, Robbins, Stone, Wise \| Formazioni \| Carrier, Dampier, Hunter, Issel, Ligon, Powell, Pratt, Simon \| |            |                                                              |                   |                             |
| |            |                                                              |                   |                             |
| Beaty 32 | Punti      | 33 Issel                                                     |                   |                             |
| Combs 8 | Assist     | 11 Dampier                                                   |                   |                             |
| Beaty 22 | Rimbalzi   | 16 Issel, Powell                                             |                   |                             |
| Beaty, Boone, Combs, Jackson, Robbins, Stone, Wise | Formazioni | Carrier, Dampier, Hunter, Issel, Ligon, Powell, Pratt, Simon |                   |                             |

| Louisville 15 maggio 1971 Gara 6 | Kentucky Colonels | 105 – 102 (31-24, 27-25, 23-34, 24-19) referto                      | Utah Stars | Freedom Hall (11.793 spett.) |
| \| \| \| \| \| Powell 31 \| Punti \| 34 Wise \| \| Dampier 10 \| Assist \| 4 Jackson \| \| Powell 17 \| Rimbalzi \| 16 Beaty \| \| Carrier, Dampier, Hunter, Issel, Ligon, Powell, Pratt, Simon \| Formazioni \| Beaty, Boone, Butler, Combs, Jackson, Nemelka, Robbins, Stone, Wise \| |                   |                                                                     |            |                              |
| |                   |                                                                     |            |                              |
| Powell 31 | Punti             | 34 Wise                                                             |            |                              |
| Dampier 10 | Assist            | 4 Jackson                                                           |            |                              |
| Powell 17 | Rimbalzi          | 16 Beaty                                                            |            |                              |
| Carrier, Dampier, Hunter, Issel, Ligon, Powell, Pratt, Simon | Formazioni        | Beaty, Boone, Butler, Combs, Jackson, Nemelka, Robbins, Stone, Wise |            |                              |

| Salt Lake City 18 maggio 1971 Gara 7 | Utah Stars | 131 – 121 (28-32, 33-22, 37-36, 33-31) referto               | Kentucky Colonels | Salt Palace (13.260 spett.) |
| \| \| \| \| \| Beaty 36 \| Punti \| 41 Issel \| \| Jackson 7 \| Assist \| 14 Dampier \| \| Wise 20 \| Rimbalzi \| 20 Powell \| \| Beaty, Boone, Butler, Combs, Jackson, Robbins, Stone, Wise \| Formazioni \| Carrier, Dampier, Hunter, Issel, Ligon, Powell, Pratt, Simon \| |            |                                                              |                   |                             |
| |            |                                                              |                   |                             |
| Beaty 36 | Punti      | 41 Issel                                                     |                   |                             |
| Jackson 7 | Assist     | 14 Dampier                                                   |                   |                             |
| Wise 20 | Rimbalzi   | 20 Powell                                                    |                   |                             |
| Beaty, Boone, Butler, Combs, Jackson, Robbins, Stone, Wise | Formazioni | Carrier, Dampier, Hunter, Issel, Ligon, Powell, Pratt, Simon |                   |                             |

| Campione ABA 1971    |
| -------------------- |
| Utah Stars 1º titolo |

#### Hall of famer
| ABA Finals | Atleta        | Squadra           | Anno      |                      |
| ---------- | ------------- | ----------------- | --------- | -------------------- |
| Giocatore  | Zelmo Beaty   | Utah Stars        | 2016      | Giocatore            |
| Allenatore | Bill Sharman  | Utah Stars        | 1976 2004 | Giocatore Allenatore |
| Giocatore  | Louie Dampier | Kentucky Colonels | 2015      | Giocatore            |
| Giocatore  | Dan Issel     | Kentucky Colonels | 1993      | Giocatore            |
| Allenatore | Frank Ramsey  | Kentucky Colonels | 1982      | Giocatore            |

#### MVP delle Finali
- #31 Zelmo Beaty, Utah Stars.

## Squadra vincitrice

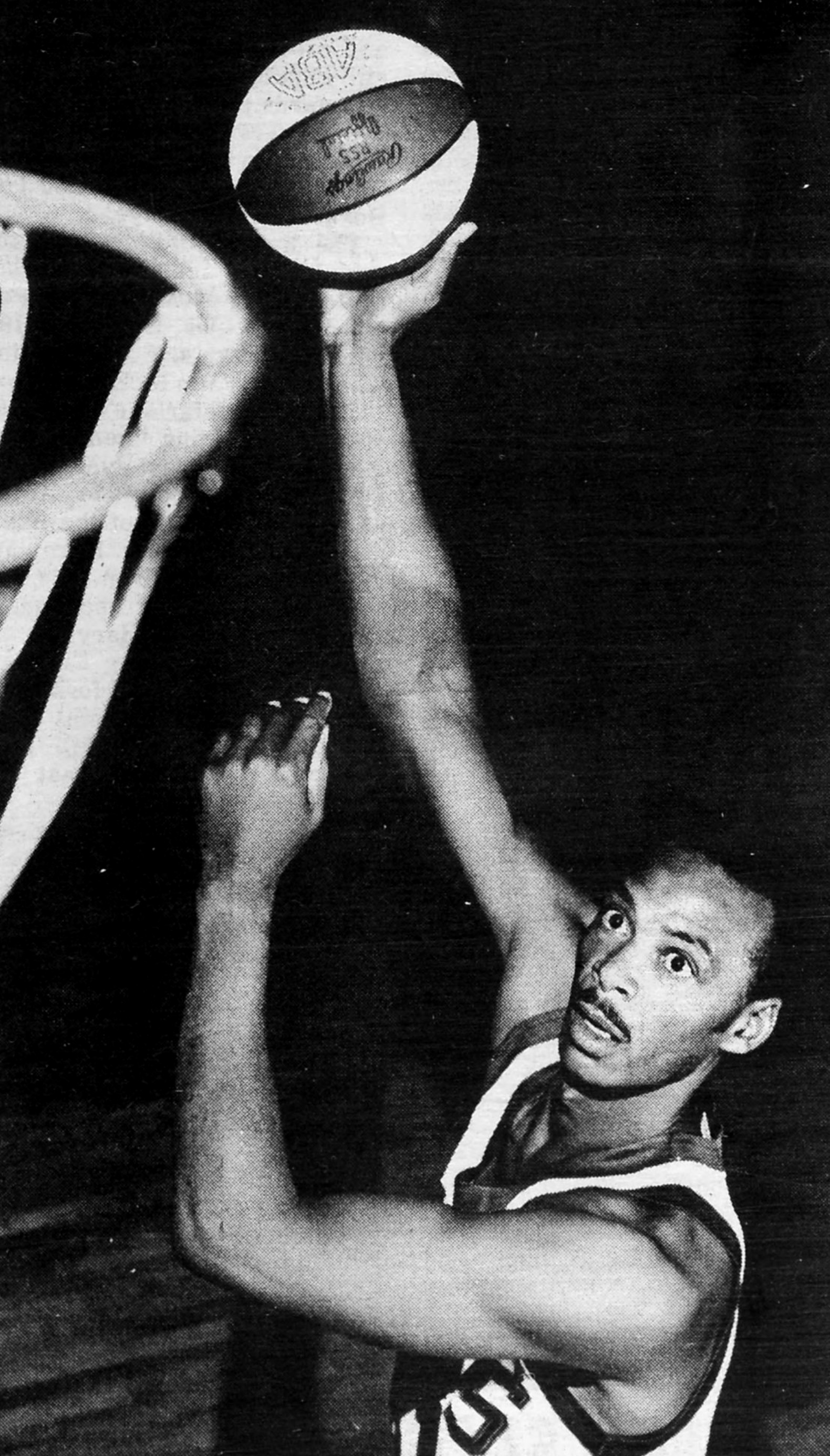
1. 31 Zelmo Beaty, Utah Stars.

| N° | Naz.                   | Ruolo | Sportivo       |  | Alt. |  |
| -- | ---------------------- | ----- | -------------- |  | ---- |  |
| 10 | Stati Uniti (bandiera) | G     | Mervin Jackson |  | 191  |  |
| 11 | Stati Uniti (bandiera) | P     | Dick Nemelka   |  | 184  |  |
| 12 | Stati Uniti (bandiera) | G     | Mike Butler    |  | 188  |  |
| 14 | Stati Uniti (bandiera) | AP    | Rod McDonald   |  | 200  |  |
| 21 | Stati Uniti (bandiera) | AG    | Red Robbins    |  | 203  |  |
| 24 | Stati Uniti (bandiera) | G     | Ron Boone      |  | 188  |  |
| 31 | Stati Uniti (bandiera) | C     | Zelmo Beaty    |  | 206  |  |
| 33 | Stati Uniti (bandiera) | AP    | George Stone   |  | 201  |  |
| 40 | Stati Uniti (bandiera) | G     | Glen Combs     |  | 188  |  |
| 42 | Stati Uniti (bandiera) | AP    | Willie Wise    |  | 196  |  |
| 54 | Stati Uniti (bandiera) | AG    | Sam Smith      |  | 201  |  |
|    | Stati Uniti (bandiera) | All.  | Bill Sharman   |  |      |  |

## Statistiche
Aggiornate al 26 gennaio 2022.
| Categoria | Giocatore     | Squadra           | Media | PG |
| --------- | ------------- | ----------------- | ----- | -- |
| Punti     | Rick Barry    | N.Y. Nets         | 33,7  | 6  |
| Rimbalzi  | Mel Daniels   | Indiana Pacers    | 19,2  | 11 |
| Assist    | Louie Dampier | Kentucky Colonels | 9,4   | 19 |